# NLRP5
NLRP5 (англ. NLR family, pyrin domain containing 5) — цитозольный белок, Nod-подобный рецептор семейства NALP, продукт гена NLRP5, регулирует ранний эмбриогенез и апоптоз.

## Функции
Играет роль в раннем эмбриогенезе, участвует в процессе переключения от зиготы к эмбриону, в который входят активация эмбрионального генома, деградация материнских продуктов и регулирование функционирования органелл. NLRP5 был первым описанным геном млекопитающих, участвующим в этом процессе. Позже были идентифицированы гены Zar1, Dpp3 (Stella), Smarca4 (Brg1), Hsf1, Atg5, 2410004A20Rik (Filia), Padi6 и др. 
Кроме этого, участвует в регулировании апоптоза.

## Структура
Зрелый белок состоит из 1200 аминокислот, молекулярная масса — 134,3 кДа. Молекула включает домены DAPIN и NACHT, 13 LRR (лейцин-обогащённых)-повторов и участок связывания АТФ. Входит в комплекс с белками 2410004A20Rik (Filia), Ooep (Floped) и TLE6.